# Великі Кришки
Великі Кри́шки (рос. Большие Крышки, чув. Аслă Кăршка) — присілок у складі Цівільського району Чувашії, Росія. Входить до складу Конарського сільського поселення.
Населення — 10 осіб (2010; 10 у 2002).
Національний склад:
- чуваші — 100 %